# Hypsosinga wanica
Hypsosinga wanica is een spinnensoort in de taxonomische indeling van de wielwebspinnen (Araneidae).
Het dier behoort tot het geslacht Hypsosinga. De wetenschappelijke naam van de soort werd voor het eerst geldig gepubliceerd in 1996 door Da-xiang Song, Qian & Gao.